# Go Off!
Go Off! е вторият и последен албум на американската спийд метъл група Cacophony, издаден през 1988 г. от Shrapnel Records.

## Състав
- Питър Марино – вокал
- Джейсън Бекер – китара
- Марти Фридман – китара
- Джими О'Шиа – бас
- Кени Ставрополос – барабани (въпреки че Кени Ставрополос е записан на задната обложка като барабанист, в албума на барабаните свири Дийн Кастроново).